# ゼロセン (漫画)
『ゼロセン』は、加瀬あつしによる日本の漫画作品。『週刊少年マガジン』（講談社）にて2008年34号から2010年36号まで連載された。従来、加瀬あつしの作品は、典型的な「外道やヘタレ」を主人公としていたが、この作品の主人公「旭 歳三」は正義感・腕力・ルックスを兼ね備えた正統派主人公となっている(単行本8巻あとがきより)。また加瀬は機会があれば続編を描きたいともしている。

## 概要
太平洋戦争時代から蘇った旧日本軍兵士である旭歳三（あさひ としぞう）が中学教師となり、その大和魂をもって現代の不良学生を教育する。作者の過去作と同じくギャグ描写が多いが、歳三の設定や経歴を反映してかギャグの少ないシリアスな展開もある。タイトルは同じく教師ものの漫画である『ごくせん』になぞらえており、松本学園に着任時にゼロセンに乗って登場したため、旭歳三には「ゼロセン」という呼び名がつく。

## あらすじ
太平洋戦争時の1943年7月。北太平洋のとある島では日本軍の守備隊が米軍の攻撃の中で撤退を行っていた。そして最後の大発（上陸用舟艇）が島を離れたその時、米軍の攻撃によって船体が破損し、浸水が始まる。指揮官である芹沢少佐は負傷兵である松本菊造二飛曹に銃を向け、艇を軽くするために島に戻るように強要するが、その芹沢を殴りつける男がいた。松本たちの隊長である旭歳三中尉である。上官反抗罪で銃殺される以上日本に帰る意味は無いと、自ら海に飛び込み島に戻る旭。部下たちを救うため、島に残る道を選んだのである。旭は3万を超える米軍に対したった一人で戦う覚悟でいたが、米軍上陸後、偶発的に発生した雪崩により、洞窟陣地内にて、戦う事無く氷漬けとなり、戦死する。
それから60数年後。事業に成功し大企業である松本重電の会長となった菊造は、長年の捜索の末に島の洞穴の中で、艦砲射撃による雪崩で奇跡的に凍結保存されていた旭を発見する。そして現代医学の粋を結集し、最終的には菊造の孫である千代のおかげで、ついに蘇生に成功する。
繁栄する日本の街を見て当初は自分の生きる意味は既に無いと自決をしようとする旭であったが、暴走族による一般人へのリンチと、それを通報もせずに見物するだけの人々を見て「物が豊かになった代わりに心は貧しくなった」と考え、そんな日本を正すという生きる意義を見出す。その直後、菊造に「軍服を脱がずウチの中学の不良共をサムライに変える教師になってくだされ」と依頼された旭は、松本グループの産業廃棄物と呼ばれている千葉の私立松本学園中学に教師として赴任する。
松本学園は、窓ガラスがほとんど割られ落書きだらけ、派手な変形学生服を着こんで染髪ピアスをしたヤンキーが多数跋扈するような超不良中学であった。松本学園の中でもとりわけ問題のある生徒5人は、松中ゴッドハンドと呼ばれ、松本学園の中でボス的な存在となっている。彼らを含め、その他問題生徒のみを旭は集め「3年Z組」を作りその担任となる。その中で旭は一癖も二癖もある生徒たちと激しくぶつかりつつも、「Z組法度」や「幕張旭日維新隊」を作るなどの独特な教育によって彼らを導いていく。
持ち前の正義感と大和魂でゴッドハンドの内の3人らZ組生徒たちの更生（ただしいわゆるヤンキーのままではあるが）を成した旭は、駆け落ちしていた残るゴッドハンドの2人、沖山無人と伊藤優樹菜を更生させようとするが、優樹菜の義理の父（妻の連れ子）であり、また幼少期より優樹菜に性的暴行を加え続けていた県警本部長・伊藤甲子太郎と対立する。二人は甲子太郎の手から逃げ延びるために逃避行を続けていたのであった。
旭は県警を相手取り白バイを奪取し無人を救い出すなど獅子奮迅の活躍をし、甲子太郎との決戦を制し無人と優樹菜を守り切る事に成功。しかし旭は無理な蘇生が祟り時折身体が凍結すると言う身体不如意な状態にあり、また決戦場所が冷凍庫内であったため、甲子太郎は倒したものの、身体が凍結し死線を彷徨う。だが、誘拐されていたZ組生徒達の献身的な介抱（いわゆる、人肌で温める、というもの）により辛うじて息を吹き返す。
その後、県警に追われる旭はキース・ブライアント（後述）の便宜により、零戦で日本警察の手の及ばない米軍空母に着艦し、そのまま一時的に海外へ逃げのびる事に成功する。直後、甲子太郎の未成年者の誘拐および旭に対する殺人未遂の罪が発覚し、事件は解決を迎える。
時を経てZ組の卒業式、旭は零戦を駆り学園に帰還を果たす。
そしてZ組の生徒は、旭の手により有無を言わさず米空母に拉致され、米英軍と共同しソマリア沖に跋扈する海賊の殲滅へと旅立つのであった。

## Z組法度
- 一、士道ニ背ク事ヲ許サズ（日本男児にあるまじき行動をとってはならない）
- 一、組ヲ脱スルヲ許サズ（いかなる理由があってもZ組を抜けてはならない）
- 一、勝手ニ金策ヲ致スベカラズ（恐喝、賭け事など違法な金儲けをしてはならない）
- 一、酒、薬物ヲ取扱ウベカラズ（飲酒、喫煙、麻薬を嗜むなどの行為をしてはならない）
- 一、私ノ闘争ヲ許サズ（喧嘩などの争い事を起こしてはならない）

- 右条々相背候者 厳罰申付ベク候也（右に記載した法度から背いた者は厳罰に処する）

## 登場人物

### 松本学園教職員
旭 歳三（あさひ としぞう）
本作の主人公にして65年の時を経て現代によみがえった大日本帝国軍人。通称ゼロセン。大日本帝国海軍航空隊の海軍中尉であり、当時は敵機に果敢に挑む姿から「軍鶏」の異名を持つ撃墜王の一人でもあった（撃墜スコアは大小合わせて35機）。
現代人をはるかに凌ぐ屈強な肉体と強靭な精神力の持ち主で、一見すると自他共に厳しい完全な軍人気質に見えるが、実際はかなりズボラで不真面目な性質であり非常にスケベな性格であり、くだらないギャグも連発する。一方で、戦時中大空に散った部下達を「弟達」と呼び、その写真を肌身離さず携帯している仲間想いの一面もある（職員室の机にも写真のコピーが貼り付けられている）。また、最低限の礼儀やルールにも厳しい面を見せ、未成年の喫煙は基本的に決して許さない。
日本男児として、日本軍人としての信念と覚悟は強く、Z組の生徒達から厚い信望を得ることになった。
あらゆる現代医学の蘇生術を試んでも目覚めなかったが、千代が手を滑らせ股間を握ると同時に目を覚ます。大きく様変わりした日本の姿を見て儚み、一度は自決しようとするも現代日本の荒んだ若者達を見て憤慨、世直しをするべく松本学園3年Z組の教師として赴任。自身の体を張ってバラバラだった生徒たちの絆を作っていくが、作中中盤からは長きに渡る冷凍保存からの無理な蘇生でのリバウンドのせいか時折本人の意思とは無関係に肉体が凍結するという謎の症状が出るようになる。その後、最終的に全身凍結の危機は免れたものの、後遺症として左腕が常に凍結したままになってしまうことになり(普段は手袋をはめている)、それにより左手を介して生徒の危機を察知したり、旭の過去を相手に見せる事ができるようになるという特殊能力が備わることとなった。
太平洋戦争初期はミッドウェー海戦まで空母飛龍に所属、活躍していた。その後南方基地（機体の所属部隊のマーキングからおそらくラバウルに展開していた台南航空隊）に派遣された後に、アリューシャン列島のキスカ島に派遣され、氷づけにされている。
彼は開戦時から在籍していたベテラン搭乗員の例に漏れず、零式艦上戦闘機の形式は開戦時の形式である、各形式で最も運動性能の高い二一型を好んでいる。(凍結から蘇った後の現在で使用している復元機も二一型)彼の凍結時の1943年で生産機の主流になっていた三二型及び二二型は好みでは無い旨の発言をしている。
大正7年（1918年）生まれで、昭和18年（1943年）に冷凍保存されたことから逆算すると肉体年齢は約25歳だが時系列上の実年齢はほぼ90歳であり、更に旧日本軍の記録では昭和18年に戦死扱い＝戸籍上「死亡」したことになっているため、現代の法律では裁く事ができない。また、出身地は明確には明らかになっていない。肉体と精神は20代半ばのままである一方で、平成の今の時代では自分が年齢上あくまでも老人であることも自覚しており自らネタにしたこともある。現代の住居として松本学園内の誰も利用しない茶道室を使用している。唯一苦手なのは携帯のメール打ち（終盤では通話程度ならできるようになっていた）。
血液型：B型 好きなもの：おはぎ、カレー 好きなタバコ：光、誉 特技：昼間の星が見つけられる
松本 菊造（まつもと きくぞう）
松本重電の会長であり、松本学園の理事長。86歳。太平洋戦争中は、旭の部下であり、二飛曹であった。上司であり、命の恩人でもある旭を長年探していた。当初はボケ気味だったもののそれでも旭捜索の執念で持ち堪えており発見時には若干ボケが改善され、旭が復活したことで覇気を取り戻しボケから完全回復した。旭に対する恩義は深く厚く、旭のために零戦をはじめとする様々な要求物を提供し、時には旭と共に零戦に搭乗し、操縦を任されることも。老黄忠という言葉が似合う好々爺だが、松本学園に脱税用の隠し部屋を秘密裏に設けたり県警に圧力をかけて旭と零戦を守るなど、老成しているだけあって強かな一面も持ち合わせている。
松本 千代（まつもと ちよ）
松本菊造の孫。22歳。松本重電の社長令嬢だが、お嬢様気質の全くない強気で勝気な「今時」の女性。
旭を目覚めさせた張本人であり、菊造より旭の補佐役を任じられ、Z組の副担任をすることになる。着任当初は規格外すぎる生徒たちに怯えていたものの、次第に生徒たちとも打ち解けるようになり、Z組生徒の憧れの的のような存在になる。本人は女優志望だったらしい。因みに料理はあまり上手く作れなく、殆ど冷凍食品で済ませている。旭に対しては当初から好意（一目惚れ）に近い感情を抱いていた千代に対し、一方の旭は孫のような千代にそれほど関心は持っていなかったが、旭が戦時中想いを寄せていた女性・エリの面影を千代に感じるようになり、旭にとっても少しずつ気になる存在になっていく。
血液型：B型 星座:かに座　趣味：乗馬、ホームパーティ、餃子作り　嫌いなもの:草食系男子　好きな男のタイプ:車のボンネットを開けられる男（メカに強い男）、腕の血管が浮き出ている男　夢:飛行機の操縦免許を取って中尉とランデブーしたい
吉本
旭の松本学園での同僚で、旭が着任する前の生徒指導主任で、非行に走る生徒たちを持て余していた。常識人だが、旭の奔放さに振り回されることも多い。
強面でサングラスをかけているため、旭との初対面時にはヤクザに間違われてしまった。旭に生徒から没収したエロ本ばかり読んでいる事を指摘され、上履きに書かれた名前の「吉」の字が消えかかって「エロ」と見えた事から、「エロ本」と呼ばれてしまった。本人曰く、弟が一人居るらしい。
キース・ブライアント
アメリカ空軍嘉手納エアベース所属の中尉。現在は横田基地に勤務している現役のパイロットで、音速のジェット機F15を操縦する。また、石油企業であるブライアントグループの会長の息子でもあり、いつ米大統領の座に就いてもおかしくないと言われている。旭の噂を聞き、ボランティアで松本学園の英会話講師をかって出た。学校へはバイク（ハーレーダビッドソン）で出勤し、翼が生えた髑髏を自身のエンブレムとして搭乗するF15の尾翼や革ジャンの背中にあしらっている。
かつては日本人のことをアメリカの顔色を窺うだけのサルとしか思っていなかった。そのため元海兵隊の祖父が語った「大和魂」を信じず、旭を負かす事で己の信念を通そうとしたが、旭が見せた「過去の記憶＝大和魂」を目の当たりにしてからは彼を認めるようになった。

### 松本学園中学3年Z組生徒/幕張旭日維新隊
松本学園中学の3年生の中から、松中ゴッドハンドを中心に不良だけを選抜したクラス。後に維新隊として発足する。
「Z組」という名は、旧日本海軍で決戦の時に掲げられるZ旗と、Zがアルファベットの最後の文字であることになぞらえ「悪事を繰り返してきて、もう後がない生徒達」の集まりであること、そんな生徒達の「最後の受け皿」となる組を目指して名付けられた。
松中ゴッドハンドとは、松本学園中学3年の不良達の中でも、それぞれ以前の中学をシメていた様な有名な不良であり特に問題児とされている、以下に記述する木村・木戸・斉藤・無人・優樹菜の5人の総称である。
維新隊の活動目的は、主に巷に問題になっている少年犯罪を生徒達の手で解決するもので、旭の本心としては「落ちようのない黒いシミになる前の灰色のシミを落としたい」として、少年犯罪を同年齢の者達で解決する事により犯罪に手を染めた少年少女に更生させる機会を与え、隊員たちも心身ともに鍛えたいという考えがある。そのため警察沙汰になる前に解決できれば全て不問とするが、逆にひったくり事件のマーサーの様な救い様のない外道に対しては容赦ない仕打ちを与えた上で警察に身柄を引き渡す。
尚、任務失敗やZ組法度に対する不祥事など、旭に「士道、最モ不覚」と判断された場合、個の責任ではなく総員罰直（連帯責任）とし、仲間に罪を負わせる負い目を感じさせるとしてトイレ掃除等の罰を与えられる。

#### ピーポ派/一番隊
木村 錦（きむら にしき）
通称、ピーポ（「救急車のサイレン音＝自身の暴れた場所には必ず救急車がつきもの」が由来）。松中ゴッドハンドの一人で、幕張旭日維新隊発足後は1番隊隊長になる。非常に好戦的な性格で、背部に不動明王の刺繍の入った真っ赤な短ラン姿で喧嘩の地方遠征を行ったため「赤い喧嘩屋」との呼び名がつく。首元にある大きな傷跡は、同じくゴッドハンドの一人であるチャッキーによって入れられたもの。
チャッキーとは伝説の暴走族「悪命」の旗揚げを取り合うライバル関係で、一時は殺し合いにまで発展したこともあったが、最終的に旭の活躍によって和解し、旭のことも「悪命の看板より強い存在」と認めるようになる。また、自身の喧嘩の腕前は一流だが、仲間の能力を最初から低く見て頼ろうとせず、自分の力しか信じないことが欠点であったが、旭の授業と服部・ゴンの心からの叫びにより、それに気付き、欠点を克服。その後、同じ一番隊隊員で、意志の弱い永倉に利用され裏切られることになるが、それでも彼のこと気遣う優しさを見せるなど、仲間を信じる心の強さも身に着けていった。
愛車は、カワサキ・ZII（当然、無免許）。
血液型：B型 性格：凶暴イケイケ 凶器：鉛のコブシ 好きなモノ：喧嘩、素手ゴロ、タイマン、練乳 嫌いなモノ：椎茸 将来の夢：拳王
服部（はっとり）
ピーポ派ナンバー2。暴走族「死天王」の期待のルーキー（自称）。モヒカンとラインアートの髪型が特徴。ピーポに対し忠実で、ピーポのことを「ピーチャン」と呼ぶ。お調子者で、かなりの女好きだが喧嘩の時には容赦のない一面も見せる。ケータイのメール早打ちが得意で、両手でケータイを扱う「携帯二刀流」はもちろんのこと、その状態で別々の相手に違う内容のメールを送るといったスゴ技を見せる。
旭が現代に蘇った日の夜、仲間とともに暴走行為をしている最中に彼と遭遇。不意打ちを仕掛けて旭の視界を奪うことに成功するが、空中戦で五感が鍛え抜かれた旭には通じず、直後に撃退された。その後、ピーポが旭を認めたことで、なんだかんだで自身も旭のことを信頼するようになる。
中山ヨシオ（なかやま よしお）
ピーポ派ナンバー3。通称、ゴン。暴走族「死天王」の一員。サングラスにアゴひげが特徴。現代に甦った旭の教育ビンタの最初の犠牲者。喧嘩の実力はあるが、三枚目の役回りになることが多い。やはりピーポに対し忠実。アブノーマルな性癖を持っている節があり、若干変態気味である。
永倉（ながくら）
元々はピーポ派というわけではなかったが、幕張旭日維新隊発足後は一番隊の隊員となる（他にもこのような者が数人いる）。左右を刈り上げた茶髪のオールバックの髪型が特徴。突っ張ってはいるが意志が弱く、周りの影響を受けやすい小心者。
あるとき、原付バイクの無免許運転をしていた際に、とんでもないシンナー中毒者である地元の先輩・ノブの車のドアミラーを飛ばしてしまったことで追い込みをかけられてしまい、窃盗や恐喝、挙句の果てに自分を信じてくれたピーポをも利用してまで、ワビ料作りに奔走することになる。その結果、Z組の生徒達とノブの両方から激しく責め立てられ、とうとう自殺までしようとするが、旭の左腕から笑顔のまま確実に死ぬ戦地へ向かおうとする少年兵達の姿を見せられた事で、覚悟を決めてノブに挑む。最終的には、またもピーポに助けられることになるが、ピーポの永倉を想う言葉によって改心し、恐喝した金も元の人達へ返す。
その他隊員
- 吉村・井上・島田・河合・横倉・谷

#### 斉藤派/二番隊
斉藤 永吾（さいとう えいご）
松中ゴッドハンドの一人で、幕張旭日維新隊発足後は2番隊隊長になる。体重130kgを超える巨漢の強面だが、俳句好きという意外な一面もある（「斉藤EIGO」のペンネームで「第十回 伊藤園俳句大賞」に当選し、缶茶にも載った）。口数が少ないため誤解を受けやすいが、弱いものいじめや卑怯な事を嫌い、誰かを守るときに最も実力を発揮する、正統派ヤンキーである。外見も性格もかなり大人びており、時には物事を誰よりも冷静に判断するが、そのせいで同級生からは「年寄り臭い」と言われることも。仲間への面倒見がいいため、仲間や一般生徒からも「さん」や「君」と敬語で呼ばれ慕われているが、良くも悪くも優しさゆえに暴走することもあり、甘すぎると指摘されている。
当初から旭の実力を見抜いており、服従こそしないものの彼のことを認めていた。また、小学生の時、ボーイスカウトにいた経験を持ち、その当時から同じくボーイスカウトを行っていた少女・晶に想いを寄せていたが、あるとき晶が悪事に加担していることを知り、彼女を守るために逃走を手助けをしてしまうが、旭の喝にを受けて本当に彼女を守るために必要なことが何かに気付き、黒幕・マーサーを成敗する。その後、晶が静岡の自立支援施設で集団生活する事を自分で決心した際には彼女の背中を押し、笑顔で見送った。
実家は土建屋で、それによりトラックを運転（もちろん無免許）出来るが、本人曰く「曲がった事が嫌いだから」実は真っ直ぐしか走れない。バイクも好きであり、特にスズキ・GS400が好きなようであるが、実際に所有しているのかは不明。
血液型：O型 好きなモノ：カテキン、俳句、GS400 好きな女性のタイプ：広末涼子、森山良子 好きな唄：河島英五『時代おくれ』 夢：俳句甲子園全国制覇、バイクで奥の細道一人旅
竹田 銀次郎（たけだ ぎんじろう）
斉藤派ナンバー2。斉藤と同じく恰幅が良く大柄だが、筋肉質な斉藤に対し、この男はどちらかと言えば肥満体である。（それが幸いして水兵服を着た際の状態は斎藤よりはマシで済んだ）
好戦的な性格で、そのことを斉藤にたしなめられることも少なくない。口は悪いが斉藤のことを慕っており、彼に殴られて、せっかく捕まえた引ったくり犯を取り逃したときも笑って彼を許した。
藤堂（とうどう）
元々は斉藤派というわけではなかったが、幕張旭日維新隊発足後は2番隊の隊員となる（他にもこのような者が数人いる）。トップの部分だけ後ろに流した金髪の長髪で、それなりにイケメンな風貌。脇役の中では登場回数が多いが大した活躍はなく、ある程度の喧嘩の実力はあるものの、斉藤にはさすがに頭が上がらない様子。
山崎（やまざき）
藤堂同様、元々は斉藤派というわけではなかったが、幕張旭日維新隊発足後は2番隊の隊員となる。茶髪でポニーテールにしている。
その他隊員
- 篠原・山南・原田・伊東・大石・市村

#### チャッキー派/三番隊
木戸 千秋（きど ちあき）
「千秋」をもじって通称、チャッキー。松中ゴッドハンドの一人で、幕張旭日維新隊発足後は3番隊隊長になる。口元のピアスと前ボタン3つの極短ランが特徴。長身かつ美形な顔立ちをしたイケメンだが、性格は極めて冷酷非道であり、狡猾な策略家。しかし強がりな部分もあり、喧嘩も他のゴッドハンドとひけを取らない。ピーポとは「悪命」の看板を狙って対立していた。
顔が汚れる喧嘩を嫌い、卑怯なやり方を好む冷血漢であったが、旭との出会いによって少しずつ変わり始める。「悪命」の一件でピーポをヤクザに売った事へのケジメとして、旭に真っ向勝負を挑むが教育ビンタを何度も食らい、自慢のイケメンが腫れあがってしまう程に叩きのめされてしまう。しかしピーポはそれを見てチャッキーの事を許し、チャッキーも強がりな自分からの精一杯の謝罪の言葉を口にし、最後は和解する。自分の性格や性根を理解しているが故に怨嗟と憎悪を受け止める覚悟もしており、リスクの低い悪事を強く忌避したりと、冷血漢なりの仁義と矜持も見せる。
そのルックスから学校内外問わず女性人気が高く、F組にかなりの美少女である彼女もいる。当初はあまり熱心には相手にしていなかったが、ピーポとの和解後は「愛の力ってやつを知らねぇのか?」などと言ったり旭にからかわれて照れたりするなど、彼なりに大切に思っている様子がうかがえる（意外にも彼女以外の女の子と付き合っている描写はない）。ケータイのメール打ちに関しては、片手でさらに手元を見なくても恐ろしく早く打つ事ができ、その早さは服部すら凌ぐ。ド派手なカスタム仕様のヤマハ・マジェスティ250を無免許で乗り回している。また、普段凶器としてホチキスを携帯しており、幕張旭日維新隊発足後は尋問時の拷問器具として使用している。
血液型：AB型 性格：冷血残忍 凶器：ホチキス 好きなモノ：うめえ棒 嫌いなモノ：スリルのない人生 モットー：一日一悪 夢：一度イルカに乗りたい
松原（まつばら）
チャッキー派ナンバー2。身長183cmの長身で、ドレッドヘアにサングラスが特徴。「覇王」の刺繍をした長ランを着用。坂井を除いたZ組の不良達の中では最初に旭に心を開いたが、その事でチャッキーの反感を買ってしまう。しかしチャッキー派といえども、そこまでチャッキーに忠誠的ではない様子。実家はペンキ屋で当初は家業を嫌っていたが、旭に心を開いてからは休日に自分から手伝うようになった。年上の女性が好みらしい。
黒田・野口（くろだ・のぐち）
茶髪のセミロングで右頬に刃物傷のある方が黒田で、茶髪のセミロングで、カチューシャで後ろに流しているのが野口。あだ名は黒田が「クロ」で、野口が「ピースケ」。共にチャッキー派で、パシリ的存在。チャッキーと同じく「イマドキの不良」といった外見だが、外見だけの不良であり、あまりにも冷血残忍なチャッキーのことは内心かなり恐れている。
その他隊員
- 平間・加納・足立・田村・関川・根岸

#### 無人＆優樹菜
共に松中ゴッドハンドであり、松中の「ボニー＆クライド」と恐れられる、ゴトなどの犯罪を繰り返す幕張最凶カップル。
中学生にも関わらず、半年前に突然新婚旅行に行くと言って、盗んだシボレー・インパラと共に駆け落ち同然で幕張から消えてしまう。
噂では行く先々でパチンコ店を狙って二人でゴトを繰り返し、豪遊していたようである。
しばらく行方をくらましていた後、ようやく幕張に共に帰ってくるが…。
沖山 無人（おきやま なきと）
金髪を逆立てた髪型と、ドクロのピアスが特徴。掌には優樹菜の父親に拳銃で打ち抜かれた銃創がある。喧嘩ではトリッキーな蹴り技を得意とし、旭の渾身のビンタを食らっても平然と起き上がるほどの打たれ強さを持つ。普段は掴みどころの無いとぼけた性格だが、優樹菜に危害を加えた者にはとたんに様子が豹変して凶暴化し、人間とは思えないケタ違いな力を発揮する。その力は旭すらも追い込んだほど。だが優樹菜がキスしたとたんに目が覚める。昔ピーポたちと理科室が焼け落ちるほどやりあったらしい。
好きなもの：スケボー、テキサスバーガー、ドラえもん 尊敬する人物：野村克也、立嶋篤史、スナフキン 夢：旅人
伊藤 優樹菜（いとう ゆきな）
茶髪にパーマの髪型と、リボンの付いたカチューシャが特徴の美少女。無人と同じく掌に父親に入れられた銃創がある。
義理の父親は県警の本部長であるが、その父親から性的虐待を受けたらしく、父親に対してだけはかなり怯えている。

#### その他の生徒
坂井 五郎
不良と呼ぶには程遠いおとなしい生徒。いつもニット帽をかぶっている。憧れの旭の指導を受けるため、自らZ組入りを志願。軍事関連の事が大好きなオタクで、Z組の生徒の中で最も早く旭が本物の軍人である事に気付いた。猟奇的なところがあり、問題児だらけのZ組の中では別の意味で旭に危険視されている。単行本でのキャラクター紹介時に武装親衛隊のコスプレをしながらナチス式敬礼をしていたので旭の懸念は強ち間違っていない。ちなみに特技は何でもバラバラに崩す事。情報収集（その際、なぜかスナフキンやトイレの花子さんのコスプレをしている）に長け、二次大戦時のモールス信号も打てることから、幕張旭日維新隊発足後は旭日維新隊監察役として敵地に侵入して偵察する他、隊員の行動を逐一旭に報告している。
血液型：AB型 趣味：軍オタ、画像収集、ラブプラス 尊敬する人物：坂井三郎、リヒトホーフェン、シャア・アズナブル やめたいこと：みんなのATM、すぐ騙されること 夢：防衛大臣

### その他の人物（現代）
ベジータ＆ナッパ
本名不明。いつも2人組でツルんでいるチンピラで、小柄でサングラスを掛けているのがベジータで、長身で恰幅が良く、顔に十字の刃物傷があるのがナッパ。二人ともかなり凶暴な性格でタチが悪く、傷害・カツアゲ・パチスロ・窃盗で生活しているようなもので、暴力沙汰のエピソードには事欠かないほど。電車内を我が物顔で横暴していたところを松原に注意されて逆上し、彼に暴行を加えたが、電車の外から突入してきた旭によって倒される。その後も登場しているが、旭の零戦に対して金属窃盗しようとしていたところを、犬と化した芝田に噛み付かれたり、芝田を捕獲しようとしたところを再び旭に成敗されたりと、完全な三枚目キャラになっている。
新見（にいみ）
伝説の暴走族「悪命」のOB(第十二代総長)であり、暴力団員。
ピーポとチャッキーの「悪命」旗揚げの試練として、2人に人殺しの依頼を突きつける。しかし裏では、チャッキーと共謀しており、自身が組の資金を使い込んだのが幹部にバレそうになっていたため、悪命の旗を条件にピーポをヒットマンとして利用することで、その幹部の暗殺を計画していた。だが旭のおかげでピーポが暗殺を思い留まると、ピーポと、自分をワナにかけようとしたチャッキーを拉致監禁し、極道の裏事情に足を踏み入れてしまった2人をコンクリート詰めにしようするが、零戦に乗って現れた旭に倒される。その後は組からの追及を逃れる（その際に顔面を焼かれ、顔半分が爛れているが、皮膚移植は拒んでいる）ために自ら服役していたが、後に伊藤と手を組んで出獄。旭とZ組に復讐を図ろうとする。
倉庫の冷凍室に誘い込まれ、氷漬け状態の旭を刀で追い詰めるが、あっさり返り討ちに遭い、逆に追い詰められる。落とした刀を伊藤に拾ってもらったが裏切られ、背中から腹部を串刺しにされてしまう。それによって死亡したかと思われたが、旭がキースの米空母に着陸した直後に息を吹き返し、伊藤の悪事を全て警察に白状した。
ケンロー
悪質な振る舞い方で有名な、千葉郊外の暴走族「幻影旅男（げんえいりょだん）」の初代総長。整った顔立ちと茶髪の長髪に加え、長身だが比較的スマートであるため、一見すると暴走族の総長らしからぬ優男にも見えるが、その性格は卑怯かつ残忍。ピーポ率いる幕張旭日維新隊1番隊を徹底的に痛めつけようとしたり、自身が危なくなると仲間を盾にする場面も見られたが、最後は旭によって田んぼのかかしにされる。
マーサー
本名「伊東マサシ」。表向きは大学生だが、ひったくりグループのリーダー格。遊ぶ金欲しさにゲーム感覚でひったくりを行い、ひったくりの為なら年寄りの女性に大怪我させる事すら躊躇わない極めて卑劣な男。たとえ仲間が逮捕されても自分に火の粉が降りかからない様、仲間内にも自分の本名や素性すら教えない狡猾な性格をしている。ひったくりチームのネットワークを持ち、地元である木更津のVIPカー愚連隊「悪羅悪羅（オラオラ）」（コミックス版では「爆爆（バクバク）」に変更）にも顔が利く。
あるときチャッキー率いる三番隊に追い込まれたため、自分に惚れている晶を利用し、彼女に全ての罪を被せ警察に自首させる形で逃れようとするが、旭と初めて遭遇した際に乗っていた車のナンバーを覚えられており、そこから坂井が名義を割り出したため失敗。更に、卑怯な振る舞いに激怒した斉藤と旭が木更津に乗り込んできたため頼みの綱である「悪羅悪羅」に救援を求めるが、斉藤と、斉藤の気持ちを汲み加勢に来たピーポとチャッキーの三人の「ゴッドハンド」によりあっけなく「悪羅悪羅」は全滅、最後のあがきも無駄に終わり、斉藤、旭、そして軍馬の強烈な一撃を立て続けに顔面に食らい、顔が酷く変形する（その酷さはピーポが思わず顔を青くしたほど）程に打ちのめされて成敗される。その後、天誅として体に「この者、引ったくり事件の真犯人也」と書かれた上に警察署前に捨てられ、逮捕された。
晶（あきら）
ひったくりグループの一員。一見少年のような風貌をしているが、実は少女である。父親の母親へのDVが原因で、女である事が損だと感じるようになり、男勝りな性格になってしまっているが、決して性同一性障害というわけではない。斉藤とは小学生時代のスカウト運動仲間であり、彼の初恋の相手。晶はカブスカウトにおり、当時から男子用の制服を着ていた。
自分と同じ境遇（当然、これは晶を利用するためのマーサーの真っ赤な嘘）であるマーサーに惹かれ、彼の身代わりという形で全てのひったくりの罪を被り、警察に自首したが、斉藤たち維新隊が主犯格であるマーサーの身柄を警察に突き出したことと、意識が回復した老婦人の証言のおかげもあって、保護観察処分で済む。最終的に保護司のいる静岡の自立支援施設へ入る事になり、別れ際には「自分も性別から逃げない」と、これからは女性らしい格好をすると決め、斉藤の励ましを受けて静岡へ旅立った。
ノブ
永倉の地元の先輩であり、人を追い込むのを趣味にしている異常なまでのシンナー中毒者。永倉に自分のVIPカーのドアミラーを飛ばしたワビ料として50万円を請求し、その金を作らせるためにチャッキーのバイクを盗ませようとするなど、尋常ではない程の追い込みをかける。薬物乱用までしており、その事を永倉によって通報されそうになった為さらに逆上し、永倉に仲間を売れと非情な要求までするが、最終的にピーポに一撃で打ちのめされる。
伊藤甲子太郎（いとう かしたろう）
優樹菜の義理の父親で、県警の本部長を務める男。東大卒で、29歳にして県警本部長に上り詰めたエリート警察官。整った容姿であり、表向きは紳士的な振る舞いを見せるが、自分の意にそぐわない者を潰すためには手段を選ばない冷酷非道な性格。自身が持つ権力を利用して、優樹菜の一件で対決姿勢をとる旭の零戦を没収し、さらに収監されていた新見と結託して旭とZ組を陥れようとする。
覚せい剤所持の罪を捏造して無人を捕まえるも、白バイ隊員に変装した旭の襲撃を受けて奪い返される。さらに権力の私物化や優樹菜との関係を同僚に疑われて降格処分にされ、より旭を逆恨みするようになる。旭を誘い込むためにZ組を連れ出し、倉庫の冷凍室に監禁。駆けつけた旭に水を浴びせて凍らせる。新見と戦わせるも圧倒された為、落とした刀を拾い、新見を串刺しにして殺害。その後もZ組を冷水責めにしたりなどで一方的に旭を痛めつけ、Z組の旗にツバをかけろと脅すが、Z組の抵抗で不意を突かれ逆転、徐々に凍っていく旭に渾身の力で絞め落とされる。回復後、逃走する旭に全ての罪を被せて追いかけるが、旭がキースの乗艦する米空母に着陸した事で手が出せなくなり愕然。最後は息を吹き返した新見が全て自白したと報告を受けた上司により、殺人未遂と未成年者略取監禁で逮捕された。

### その他の人物（過去）
エリ
太平洋戦争時代の看護師の女性。出身は船橋。旭が転属する前に所属していた東部ニューギニアの前線基地に勤務しており、旭との交流も多かった。白衣の天使として隊員からの人気も高い美しい女性。密かに旭に恋心を抱いており、旭自身も彼女に想いを寄せていたのだが、旭が北方の島へ転属した一ヶ月後、マラリアにより亡くなってしまう。しかし旭は、彼女の存在のおかげで、現代においても精一杯生きていく事を決意する。戦時中、旭が転属する日、旭から「形見」ともらったマフラーを逆に5銭銅貨と10銭銅貨を縫い付けて「お守り」にして渡し（死（4）線を越えて、苦（9）戦を超えてくださいという願い）、新見の銃撃から旭の命を救った。
芝田 真五（しばた しんご）
太平洋戦争時代、開戦時から旭の部隊に二番機として所属し、松本と共に僚機を務め、旭を尊敬し付き従っていた。旭に対し心の底から心酔しており、それにより時には旭に迷惑をかけることも多いが、そんな芝田を旭も弟のように可愛がっていた。前髪の真ん中にハート型のハゲがある。通称、シバ。
旭が眠りについた同年の昭和18年に戦死したが（最終階級は二飛曹）、偶然にも旭が目覚めた現代に柴犬として生まれ変わり（ハート型のハゲもそっくりそのままある）、とある家でラッキーという名前で飼われていたが、旭の零戦を見て前世の記憶を思い出し、文字通りの「忠犬」として旭に従うことにした。この時、前世の人間である時の記憶を繰り返し思い出していた影響か、すっかり犬離れしてしまい、飼い主も判別できないほど顔が変わっていた。犬ながらに鋭い嗅覚と運動能力を持ち、ごく普通に会話もできる。
好きなモノ:ちくわ、旭のクツ下のニオイ 必殺技:左ひねり込み（零戦の空戦の技） 直したいクセ:喰糞 夢:堀北真希に飼われてみたい
中島、穴吹、岩本
旭の後輩でミッドウェー海戦で戦死した。しかし自分に勝つために笑って戦場に向かった。そしてその記憶を永倉に見せ、永倉に勇気を与えた。

## 旭が使用する乗り物
21型零式艦上戦闘機「零戦」
旭が主に搭乗する乗り物で、松本菊造が旭の松本学園着任を記念して贈呈したものであり、実弾射撃も可能。本来21型に限らず零戦は基本的に単座だが、本機は復元機であるためシートの後ろに狭いながら一人分入れるスペースがあり、時として菊蔵が入り、いざという時は代わりに操縦する。
本作を象徴する乗り物でもあるため意外にも出番は多く、着陸状態での実弾射撃のためだけに登場したこともあった。
当初、機体上面はほぼ濃緑色のみだったが、後に新撰組のダンダラ模様と胴体に「Z」のロゴが追加され、そして尾翼の機体番号も歳三をもじって「Z-1043(トシゾー)」に塗り替えられた。
普段は松本学園の駐車場に停めており、離着陸の際はグラウンドを滑走路として利用し、離陸の時はグラウンド脇の崖下へ落下、その時に発生する浮力で離陸する。また着陸の時は空母と同じようにグラウンドにワイヤーを引いて、それを零戦の空母着艦用フックに引っ掛けて着陸する。
軍馬
マーサー率いるひったくりグループを取り押さえるべく、小回りが利きちょこまかと走る原付スクーター相手に零戦での追跡は（安全面を含めた様々な問題から）不可能と判断した旭が松本菊造に依頼して取り寄せた馬。大きな体躯に額に三日月状の模様がある。
軍馬ながらに恐れを知らない荒々しい気性と、疲れ知らずな俊足と車の渋滞や障害物すらすり抜け、跳躍して回避する機動性を持ち、瞬く間にひったくりグループが乗るスクーターに追いつき動きを封じた。

## 備考
- 21型の塗装は全面灰色の配色が有名であるが、作中の零戦の塗装は一般的に知られている上面が濃緑で下面が灰色である。
- 毎号扉絵にて、第二次世界大戦時の戦闘機に乗る旭歳三と機体解説がされている。
- 犯罪行為となる描写（喫煙、万引きなど）には注釈がつけられる事がある。例えば、単行本2巻、スーパーで「カゴダッシュ」（商品を店内用のカゴごと未清算のまま店を出る行為）をしたとのセリフがあるページの欄外に「万引き行為は犯罪です」と書かれている。
- 旭は劇中で度々零戦に搭乗して市内上空を飛び回っているが、現実では違法行為に該当する。実際に作中でも零戦が押収された際に言及されており、同時に今まで問題とならなかった原因も明かされている。
- 登場人物の名前（主人公の名前の歳三、芹沢、永倉等）やZ組法度等、新撰組をモチーフとしているものが多い。

## 社会への影響
「悪羅悪羅」リーダー肖像権侵害訴訟
作中の登場人物が実在の人物をモデルとしていたことから、肖像権や名誉毀損を巡る民事訴訟が起こされている。作者の加瀬は、雑誌に掲載されていた実在の人物の容姿を参考にして、「悪羅悪羅」のリーダーを描いていた。ところが、そのモデルとされた人物から承諾を得ていなかったことからトラブルとなり、当該人物が発行元の講談社に損害賠償を求める訴訟を起こした。東京地方裁判所の一審判決では、「登場人物は男性と酷似し、グループの属性も男性を連想させるもので、容姿を描写した漫画をみだりに公表されない肖像権を侵害した」として、講談社に対して55万円の支払いを命じた。ただ、判決では「読者は架空の人物と分かる」とも指摘しており、名誉棄損の成立については否定された。なお、問題のシーンは単行本では描き直しがされている。

## 単行本
- 加瀬あつし 『ゼロセン』 講談社〈講談社コミックス〉、全8巻
  1. 2008年10月17日発売、ISBN 978-4-06-384058-2
  2. 2009年1月16日発売、ISBN 978-4-06-384091-9
  3. 2009年4月17日発売、ISBN 978-4-06-384130-5
  4. 2009年7月17日発売、ISBN 978-4-06-384163-3
  5. 2009年11月17日発売、ISBN 978-4-06-384216-6
  6. 2010年2月17日発売、ISBN 978-4-06-384252-4
  7. 2010年6月17日発売、ISBN 978-4-06-384314-9
  8. 2010年9月17日発売、ISBN 978-4-06-384366-8